# Leopold Kemeter
Leopold Kemeter (* 11. November 1808 in Leopoldschlag; † 26. Mai 1873 ebenda) war Brauer, Gastwirt und Abgeordneter zum Österreichischen Abgeordnetenhaus.

## Leben
Leopold Kemeter war Sohn des Brauers und Gastwirts Josef Kemeter († 1834). Nach dem Besuch eines Gymnasiums machte er Philosophische Jahrgänge und studierte ab 1829 Rechtswissenschaft an der Universität Wien. Er wurde wie sein Vater Brauer und Gastwirt in Leopoldschlag.
Leopold Kemeter war von 1861 bis 1866 Mitglied im Oberösterreichischen Landtag (I. Wahlperiode), als Abgeordneter der Landgemeinden (Wahlbezirk Freistadt).
Er starb am 26. Mai 1873 im Alter von 64 Jahren an Altersschwäche.
Er war römisch-katholisch und ab 1838 verheiratet mit Maria Leidinger, mit der er fünf Töchter und drei Söhne hatte, wobei ein Sohn jung verstorben ist.

## Politische Funktionen
Leopold Kemeter war vom 29. April 1861 bis zum 20. September 1865 Abgeordneter des Abgeordnetenhauses im Reichsrat (I. Legislaturperiode) und war dort für die Kurie Oberösterreich, Landgemeinden (Linz, Ottensheim, Urfahr, Grein, Pregarten, Mauthausen, Perg, Freistadt, Weißenbach, Leonfelden, Rohrbach, Neufelden, Lembach, Haslach, Aigen, Wels, Eferding, Grieskirchen, Waizenkirchen, Lambach, Steyr, Weyer, Kremsmünster, St. Florian, Neuhofen, Enns, Kirchdorf, Grünburg, Windischgarsten) zuständig.

## Klubmitgliedschaften
Leopold Kemeter war Mitglied bei den Deutschen Autonomisten.